# Judo-Grand-Slam-Turnier in Russland
Das Grand-Slam-Turnier in Russland war ein Judo-Turnier in Russland. Es war im Jahreskalender das dritte Judo-Grand-Slam-Turnier.
Das Grand-Slam-Turnier fand seit 2009 statt und folgte auf das seit 1996 ausgetragene Weltcupturnier in Moskau. Es wurde von 2009 bis 2013 in Moskau ausgetragen, von 2014 bis 2016 in Tjumen und von 2017 bis 2019 in Jekaterinburg. 2021 war Kasan Austragungsort. 2022 wurde Russland wegen des Angriffskrieges gegen die Ukraine von allen Judo-Veranstaltungen ausgeschlossen und durfte damit auch kein Grand-Slam-Turnier austragen.

## Siegerliste des Turniers 2009
Das erste Grand-Slam-Turnier in Moskau fand am 30. und 31. Mai 2009 statt. Für den einzigen russischen Sieg sorgte Alexander Michailin im Schwergewicht.
| Gewichtsklasse     | Männer                       | Frauen           |
| ------------------ | ---------------------------- | ---------------- |
| Superleichtgewicht | Howhannes Dawtjan            | Tomoko Fukumi    |
| Halbleichtgewicht  | Chaschbaataryn Tsagaanbaatar | Misato Nakamura  |
| Leichtgewicht      | Wang Ki-chun                 | Kaori Matsumoto  |
| Halbmittelgewicht  | Siarhei Shundzikau           | Marielle Pruvost |
| Mittelgewicht      | Takashi Ono                  | Yoriko Kunihara  |
| Halbschwergewicht  | Hwang Hee-tae                | Yang Xiuli       |
| Schwergewicht      | Alexander Michailin          | Maki Tsukada     |

## Siegerliste des Turniers 2010
Das zweite Grand-Slam-Turnier in Moskau fand am 3. und 4. Juli 2010 statt. Mit Musa Moguschkow und Iwan Nifontow kamen zwei Sieger aus Russland.
| Gewichtsklasse     | Männer            | Frauen            |
| ------------------ | ----------------- | ----------------- |
| Superleichtgewicht | Rishod Sobirov    | Emi Yamagishi     |
| Halbleichtgewicht  | Musa Moguschkow   | Yuka Nishida      |
| Leichtgewicht      | Benjamin Darbelet | Sabrina Filzmoser |
| Halbmittelgewicht  | Iwan Nifontow     | Gévrise Émane     |
| Mittelgewicht      | Takashi Ono       | Anett Mészáros    |
| Halbschwergewicht  | Luciano Corrêa    | Yang Xiuli        |
| Schwergewicht      | Islam El-Shehaby  | Maki Tsukada      |

## Siegerliste des Turniers 2011
Das dritte Grand-Slam-Turnier in Moskau fand vom 27. bis zum 29. Mai 2011 statt. Alim Gadanow war der einzige russische Sieger.
| Gewichtsklasse     | Männer         | Frauen                |
| ------------------ | -------------- | --------------------- |
| Superleichtgewicht | Rishod Sobirov | Tomoko Fukumi         |
| Halbleichtgewicht  | Alim Gadanow   | Mönchbaataryn Bundmaa |
| Leichtgewicht      | Dex Elmont     | Aiko Satō             |
| Halbmittelgewicht  | Sven Maresch   | Urška Žolnir          |
| Mittelgewicht      | Ilias Iliadis  | Edith Bosch           |
| Halbschwergewicht  | Ariel Zeevi    | Akari Ogata           |
| Schwergewicht      | Kim Soo-whan   | Tong Wen              |

## Siegerliste des Turniers 2012
Das vierte Grand-Slam-Turnier in Moskau fand am 26. und 27. Mai 2012 statt. Murat Chabatschirow war der einzige russische Sieger.
| Gewichtsklasse     | Männer              | Frauen                |
| ------------------ | ------------------- | --------------------- |
| Superleichtgewicht | Naohisa Takato      | Sarah Menezes         |
| Halbleichtgewicht  | Mirzohid Farmonov   | Érika Miranda         |
| Leichtgewicht      | Yuki Nishiyama      | Corina Stefan         |
| Halbmittelgewicht  | Murat Chabatschirow | Alice Schlesinger     |
| Mittelgewicht      | Ilias Iliadis       | Maria Portela         |
| Halbschwergewicht  | Ramziddin Sayidov   | Amy Cotton            |
| Schwergewicht      | Abdullo Tangriev    | Maria Suelen Altheman |

## Siegerliste des Turniers 2013
Das fünfte Grand-Slam-Turnier in Moskau fand am 20. und 21. Juli 2013 statt. Grigori Sulemin war der einzige russische Sieger.
| Gewichtsklasse     | Männer               | Frauen                |
| ------------------ | -------------------- | --------------------- |
| Superleichtgewicht | Amiran Papinaschwili | Sarah Menezes         |
| Halbleichtgewicht  | Charles Chibana      | Jaana Sundberg        |
| Leichtgewicht      | Dirk Van Tichelt     | Miryam Roper          |
| Halbmittelgewicht  | Sven Maresch         | Yarden Gerbi          |
| Mittelgewicht      | Grigori Sulemin      | Bernadette Graf       |
| Halbschwergewicht  | Javad Mahjoub        | Abigél Joó            |
| Schwergewicht      | Robert Zimmermann    | Maria Suelen Altheman |

## Siegerliste des Turniers 2014
Das erste Grand-Slam-Turnier in Tjumen fand am 12. und 13. Juli 2014 statt. Denis Jarzew war der einzige russische Sieger.
| Gewichtsklasse     | Männer          | Frauen                      |
| ------------------ | --------------- | --------------------------- |
| Superleichtgewicht | Shinji Kido     | Sarah Menezes               |
| Halbleichtgewicht  | Charles Chibana | Misato Nakamura             |
| Leichtgewicht      | Denis Jarzew    | Catherine Beauchemin-Pinard |
| Halbmittelgewicht  | Victor Penalber | Kana Abe                    |
| Mittelgewicht      | Yuya Yoshida    | Kim Polling                 |
| Halbschwergewicht  | Elmar Qasımov   | Mayra Aguiar                |
| Schwergewicht      | Rafael Silva    | Kanae Yamabe                |

## Siegerliste des Turniers 2015
Das zweite Grand-Slam-Turnier in Tjumen fand am 18. und 19. Juli 2015 statt. Mit Uali Kurtsew und Iwan Worobjow gab es zwei russische Sieger.
| Gewichtsklasse     | Männer             | Frauen                      |
| ------------------ | ------------------ | --------------------------- |
| Superleichtgewicht | Shinji Kido        | Julia Figueroa              |
| Halbleichtgewicht  | Tomofumi Takajo    | Joana Ramos                 |
| Leichtgewicht      | Uali Kurtsew       | Tsukasa Yoshida             |
| Halbmittelgewicht  | Iwan Worobjow      | Tsedewsürengiin Mönchdsajaa |
| Mittelgewicht      | Mashu Baker        | Haruka Tachimoto            |
| Halbschwergewicht  | Martin Pacek       | Guusje Steenhuis            |
| Schwergewicht      | Hisayoshi Harasawa | Ma Sisi                     |

## Siegerliste des Turniers 2016
Das dritte Grand-Slam-Turnier in Tjumen fand am 16. und 17. Juli 2016 statt. Mit Musa Moguschkow, Aslan Lappinagow und Andrei Wolkow gab es erstmals drei russische Sieger. Alle Frauenwettbewerbe wurden von Japanerinnen gewonnen.
| Gewichtsklasse     | Männer           | Frauen          |
| ------------------ | ---------------- | --------------- |
| Superleichtgewicht | Yuma Oshima      | Funa Tonaki     |
| Halbleichtgewicht  | Hifumi Abe       | Ai Shishime     |
| Leichtgewicht      | Musa Moguschkow  | Tsukasa Yoshida |
| Halbmittelgewicht  | Aslan Lappinagow | Aimi Nouchi     |
| Mittelgewicht      | Marcus Nyman     | Chizuru Arai    |
| Halbschwergewicht  | Martin Pacek     | Rika Takayama   |
| Schwergewicht      | Andrei Wolkow    | Nami Inamori    |

## Siegerliste des Turniers 2017
Das erste Grand-Slam-Turnier in Jekaterinburg fand am 20. und 21. Mai 2017 statt. Abdula Abdulschalilow und Chassan Chalmursajew sorgten für Siege für die Mannschaft aus dem Gastgeberland.
| Gewichtsklasse     | Männer                | Frauen          |
| ------------------ | --------------------- | --------------- |
| Superleichtgewicht | Ryūju Nagayama        | Ami Kondo       |
| Halbleichtgewicht  | Abdula Abdulschalilow | Érika Miranda   |
| Leichtgewicht      | Soichi Hashimoto      | Miryam Roper    |
| Halbmittelgewicht  | Chassan Chalmursajew  | Martyna Trajdos |
| Mittelgewicht      | Kenta Nagasawa        | Sanne Van Dijke |
| Halbschwergewicht  | Miklós Cirjenics      | Mami Umeki      |
| Schwergewicht      | David Moura           | Sarah Asahina   |

## Siegerliste des Turniers 2018
Das zweite Grand-Slam-Turnier in Jekaterinburg fand am 17. und 18. Mai 2018 statt. Natalja Kusjutina und Nijas Iljassow waren die russischen Sieger, wobei Kusjutina die erste russische Siegerin beim Grand-Slam-Turnier in Russland war.
| Gewichtsklasse     | Männer                      | Frauen            |
| ------------------ | --------------------------- | ----------------- |
| Superleichtgewicht | Jeldos Smetow               | Hiromi Endo       |
| Halbleichtgewicht  | Hifumi Abe                  | Natalja Kusjutina |
| Leichtgewicht      | Tsend-Otschiryn Tsogtbaatar | Telma Monteiro    |
| Halbmittelgewicht  | Sōtarō Fujiwara             | Aimi Nouchi       |
| Mittelgewicht      | Aleksandar Kukolj           | Maria Portela     |
| Halbschwergewicht  | Nijas Iljassow              | Rika Takayama     |
| Schwergewicht      | Hyōga Ōta                   | Larisa Cerić      |

## Siegerliste des Turniers 2019
Das dritte Grand-Slam-Turnier in Jekaterinburg fand vom 15. bis 17. März 2019 statt. Darja Dawydowa, Arman Adamjan und Tamerlan Baschajew waren die russischen Sieger.
| Gewichtsklasse     | Männer               | Frauen                |
| ------------------ | -------------------- | --------------------- |
| Superleichtgewicht | Unubold Lkhagvajamts | Paula Pareto          |
| Halbleichtgewicht  | Kilian Le Blouch     | Gili Cohen            |
| Leichtgewicht      | Tommy Macias         | Christa Deguchi       |
| Halbmittelgewicht  | Sagi Muki            | Darja Dawydowa        |
| Mittelgewicht      | Noël van ’t End      | Marie-Ève Gahié       |
| Halbschwergewicht  | Arman Adamjan        | Mao Izumi             |
| Schwergewicht      | Tamerlan Baschajew   | Maria Suelen Altheman |

## Turnier 2020 (abgesagt)
Das Grand-Slam-Turnier in Jekaterinburg sollte am 13. und 14. März 2020 stattfinden. Es wurde kurz vorher wegen der COVID-19-Pandemie abgesagt.

## Siegerliste des Turniers 2021
Das Grand-Slam-Turnier in Kasan fand vom 5. bis 7. Mai 2021 statt.
| Gewichtsklasse     | Männer                  | Frauen            |
| ------------------ | ----------------------- | ----------------- |
| Superleichtgewicht | Luchum Tschchwimiani    | Funa Tonaki       |
| Halbleichtgewicht  | Murad Tschopanow        | Uta Abe           |
| Leichtgewicht      | Machmadbek Machmadbekow | Hélène Receveaux  |
| Halbmittelgewicht  | Attila Ungvari          | Agata Ozdoba      |
| Mittelgewicht      | Sanshiro Murao          | Madina Taimasowa  |
| Halbschwergewicht  | Simeon Catharina        | Anna-Maria Wagner |
| Schwergewicht      | Tamerlan Baschajew      | Romane Dicko      |